# مصطفى جليط
مصطفى جليط لاعب كرة قدم جزائري ولد في سنة 1983 في بشار ويبلغ وزنه 71 كيلوغرام وطوله 176 سنتمترا يلعب حاليا مع فريق مولودية الجزائرالجزائري كان يلعب جليط في اتحاد مشرية ثم ذهب إلى تلمسان عام 2006 وكان يحمل الرقم 14 مع الوداد
حتى عام 2010 يلعب كمهاجم صريح وسجل هذا الموسم8 أهداف وقد أعتبر أحسن هداف في وداد تلمسان بعد بن موسى و يوسف غازالي

## وصلات خارجية
- مصطفى جليط على موقع قاعدة بيانات كرة القدم.إي يو (الإنجليزية)
- مصطفى جليط على موقع ناشيونال فوتبول تيمز (الإنجليزية)
- مصطفى جليط على موقع عالم كرة القدم.نت (الإنجليزية)